# Nagymacs vasútállomás
Nagymacs vasútállomás (korábban: Macs) a MÁV egyik vasútállomása a Hajdú-Bihar vármegyei Debrecen területén.
A névadó Nagymacs különálló településrésztől délre helyezkedik el, a 33-as főút és Balmazújváros közt húzódó 3316-os út mellett; közelében halad el a Nagymacsra vezető 33 122-es számú mellékút is.

## Története
Az állomást 1890-ben a Debrecen-Füzesabony-Ohat-polgári HÉV társaság kezdte el építeni. Az állomást 1891. augusztus 5-én adták át. 2010-ben arról döntöttek, hogy az állomás kis forgalma miatt a közlekedő vonatok megállás nélkül haladjanak át. 2018. és 2020. között Kismacs és Macs között a pályát felújították. 2021. végén bejelentették, hogy az állomást felújítják, és ha elkészül, újra megállnak majd a vonatok.[forrás?]
A Földrajzinév-bizottság döntése alapján a korábbi Macs állomás új neve 2024. december 15-től Nagymacs állomás.

## Vasútvonalak
Az állomást az alábbi vasútvonalak érintik:
- Debrecen–Füzesabony-vasútvonal

## Kapcsolódó állomások
A vasútállomáshoz az alábbi állomások vannak a legközelebb:
- Macs vasútállomás (2023. május 5. – , Debrecen–Füzesabony-vasútvonal)
- Nagyhát megállóhely (2023. május 5. – , Debrecen–Füzesabony-vasútvonal)